# Símbols d'Ibi
L'escut i la bandera d'Ibi són els símbols representatius d'Ibi, municipi del País Valencià, a la comarca de l'Alcoià:

## Escut heràldic
L'escut oficial d'Ibi té el següent blasonament:
| « | Escut de forma espanyola, partit i truncat, en primer i segon quarter d'argent, una torre de gules finestrada d'argent; tercer quarter, en camper d'or, un gos rampant de sable. En el centre del cap, un escussó en losange amb quatre pals de gules en camp d'or. A dreta i esquerra de la punta, a fora de l'escut, dues eles majúscules, d'or. Davall l'escut i a fora d'ell, una banda o fímbria d'argent, amb la llegenda Ibi Regii Patrimonii, en gules. Timbrat de la corona reial d'Espanya, tancada, amb vuit diademes de les quals en són visibles cinc. | » |

## Bandera
La bandera d'Ibi és un símbol vexil·lològic d'aquest municipi, i té la següent descripció:
| « | Bandera de proporcions 2:3. Tercejada a l'asta. A l'asta, d'or o groc una torre roja oberta i maçonada de sable. Al batent, d'argent o gris perla, altra torre del mateix color, també oberta i maçonada de sable. Entre els dos camps, centrat, un quadrat recolzat sobre una punta amb les armes reials d'Aragó. | » |

## Història
L'escut va ser aprovat per Ordre de 8 d'abril de 1987, del conseller d'Administració Pública, publicada en el DOGV núm. 597, de 29 de maig de 1987.
Es tracta de les armes tradicionals de la vila, a les quals es va afegir el llebrer al segle xviii en record de la seva lleialtat al bàndol borbònic en la guerra de Successió; també fan referència a la seva condició lleial les dues L dels costats.
En l'escut tradicional, les dues torres recorden els dos antics castells d'Ibi, el Castell Vell i el Castell Vermell; els quatre pals al·ludeixen a la seva condició de vila reial. Aquesta condició de patrimoni reial queda reflectida també en la divisa llatina de sota l'escut.

Primera bandera d'Ibi, de 1980

La bandera va ser aprovada per Resolució de 28 de gener de 2003, del conseller de Justícia i Administracions Públiques, publicada en el DOGV núm. 4.441, de 17 de febrer de 2003.
La seva confecció va ser a mans de Vicente Ferrero Molina tenint en compte els colors més similars a l'escut, és a dir, or i argent. A més a més, es va incloure el color ocre del terra i el blau del cel i simultàniament, invertint els dos colors en les torres. Finalment, es van canviar els colors de les torres pel roig, i es va mantindre al centre l'escut valencià.